# Nola palpalis
Nola palpalis är en fjärilsart som beskrevs av De Toulgoët 1961. Nola palpalis ingår i släktet Nola och familjen trågspinnare. Inga underarter finns listade i Catalogue of Life.